# Sheepshanks (cráter)

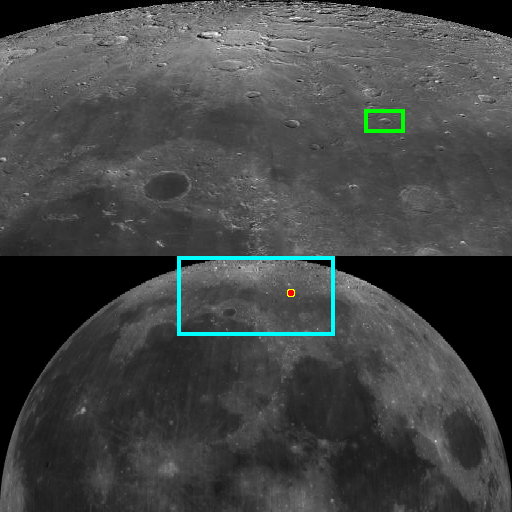
Posición de Sheepshanks sobre el globo lunar

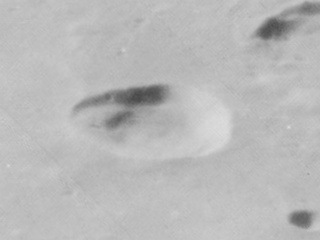
Fotografía de la misión Lunar Orbiter 4 (1967)

Sheepshanks es un pequeño cráter de impacto lunar ubicado cerca del extremo norte del Mare Frigoris. Justo al sur, en la orilla opuesta, se sitúa el prominente cráter Aristóteles, mientras que al norte aparece C. Mayer. Visto desde la Tierra, Sheepshanks presenta un aspecto algo oblongo debido al escorzo, pero en realidad es casi circular.
Alrededor de 30 kilómetros al sureste del borde del cráter se encuentra el extremo occidental de la estrecha grieta llamada Rima Sheepshanks. Esta hendidura se extiende a lo largo de una distancia de unos 200 kilómetros a través de la superficie del mar lunar, discurriendo con rumbo este-noreste.
|  |

El cráter no ha sido significativamente erosionado por impactos posteriores, aunque las paredes interiores se inclinan hacia un anillo de material que rodea el suelo interior. Un pequeño cráter yace sobre la pared interior sureste.
Los cráteres deben su nombre a Anne Sheepshanks, una benefactora de la Real Sociedad Astronómica. A pesar de no ser nombrada miembro de la sociedad, su contribución se registró con la denominación de este cráter.

## Cráteres satélite
Por convención estos elementos son identificados en los mapas lunares poniendo la letra en el lado del punto medio del cráter que está más cercano a Sheepshanks.
|             | \| Sheepshanks \| Coordenadas \| Diámetro \| \| ----------- \| ---------------------------- \| -------- \| \| A \| 60°00′N 19°00′E / 60.0, 19.0 \| 7 km \| \| B \| 60°18′N 21°06′E / 60.3, 21.1 \| 5 km \| \| C \| 57°00′N 18°06′E / 57.0, 18.1 \| 11 km \| |          |
| Sheepshanks | Coordenadas | Diámetro |
| A           | 60°00′N 19°00′E / 60.0, 19.0 | 7 km     |
| B           | 60°18′N 21°06′E / 60.3, 21.1 | 5 km     |
| C           | 57°00′N 18°06′E / 57.0, 18.1 | 11 km    |